# Либенбергский кружок
Либенбергский кружок (либенбергские застолья, нем. Liebenberger Kreis, Liebenberger Tafelrunde) — обозначение узкого круга высокопоставленных друзей германского императора Вильгельма II в 1886—1907 годах. Либенберг — название поместья к северу от Берлина, владельцем которого был граф Филипп цу Эйленбург.
Вильгельм II сблизился с дипломатом графом Филиппом цу Эйленбургом, ещё будучи принцем. В Эйленбурге, который был старше на 12 лет, Вильгельм нашёл подходящего компаньона для интеллектуальных развлечений и в его обществе обретал душевное тепло, которого он был лишён при прусском королевском дворе. С 1886 года Вильгельм ежегодно официально отправлялся в Либенберг на охоту, но прежде всего для того, чтобы оказаться в приятном для него эмоциональном окружении, которое создавал для него граф, а с 1900 года князь Эйленбург.
В либенбергский кружок входили политик князь Рихард цу Дона-Шлобиттен, дипломат князь Филипп цу Эйленбург, генерал-интендант прусского придворного театра Георг фон Хюльзен-Хезелер, флигель-адъютант и комендант города Берлина Куно фон Мольтке, скульптор граф Эмиль фон Шлиц, посол Вюртемберга в бундесрате барон Аксель Фарнбюлер. Бернхард фон Бюлов был также связан с либенбергским кружком и обязан своим назначением на пост рейхсканцлера Эйленбургу.
Атмосферу сугубо мужской компании пронизывали гомоэротические чувства. Гомосексуальная ориентация некоторых участников либенбергских застолий, в частности, Эйленбурга, в настоящее время не вызывает сомнений. Либенбергский кружок также стал центром политического влияния, хотя и сохранившего неофициальный характер: члены кружка в своём большинстве занимали важные государственные должности, а задававший тон Эйленбург не имел политического веса.
Либенбергские собрания отличались изысканностью вкуса, поскольку сам князь Эйленбург неплохо пел, играл на фортепьяно и сочинял музыку. Однако нередко гости Либенберга впадали в вульгарность. Так, например, Георг фон Хюльзен в письме осенью 1892 года предлагал графу Гёрцу устроить для его величества костюмированное музыкальное представление, переодевшись стриженым пуделем на поводке в облегающем трико с подчеркнуто выраженными анатомическими деталями.
Либенбергский кружок распался после процесса над Эйленбургом, состоявшегося в 1907 году. Место Эйленбурга среди ближайших друзей императора Вильгельма занял князь Макс Эгон цу Фюрстенберг.
Благодаря делу Гардена-Эйленбурга 1907—1908 годов, в ходе рассмотрения которого обвинения в гомосексуальности ушедшего к тому времени в отставку дипломата Эйленбурга приобрели политический характер, либенбергский кружок лишился общественного доверия. Максимилиан Гарден в 1906 году пришёл к убеждению, что дипломатические усилия империи в Танжерском кризисе 1905 года потерпели неудачу потому, что либенбергский кружок не советовал кайзеру идти на риск войны с Францией. Для Гардена это послужило поводом начать кампанию против либенбергского кружка и обвинить Эйленбурга и Мольтке де-юре в гомосексуальности, преследовавшейся в те времена уголовным законодательством, а де-факто опозорить обвиняемых в глазах общественности. Мольтке в свою очередь обвинил Гардена в клевете, а Эйленбург был уличён в лжесвидетельстве на основании показаний своего бывшего любовника. Уголовное дело было благополучно отложено по болезни Эйленбурга, Мольтке и Гарден заключили мировое соглашение, обвинения в гомосексуализме не были официально подтверждены, тем не менее, кайзер, сам оказавшийся под подозрением в гомосексуальных прегрешениях, был вынужден поступиться своими друзьями. В политических кругах как консерваторов, так и либералов он прослыл «слабаком», «Вильгельмом Миролюбивым», который отказался от зрелого курса Бисмарка и избегал риска назревшей войны, тем самым поставив под сомнение мощь и международный имидж Германии. Дело либенбергского кружка привлекло внимание общественности к вопросам гомосексуальности, которая несмотря на замалчивание была широко распространена в высших кругах патриархального прусского общества и в частности, в офицерском корпусе.